# Финкасл (Тенеси)
Финкасл (енгл. Fincastle) насељено је место без административног статуса у америчкој савезној држави Тенеси.

## Демографија
По попису из 2010. године број становника је 1.618.
| Група             | 2000.    | 2010.         |
| Белци             | 0 (0,0%) | 1.594 (98,5%) |
| Афроамериканци    | 0 (0,0%) | 0 (0,0%)      |
| Азијати           | 0 (0,0%) | 4 (0,2%)      |
| Хиспаноамериканци | 0 (0,0%) | 13 (0,8%)     |
| Укупно            | 0        | 1.618         |